# Mompós
Santa Cruz de Mompós (auch Mompox) ist eine kolumbianische Gemeinde (municipio) in Bolívar südöstlich von Cartagena.
Mompós liegt am Unterlauf des Río Magdalenas. Hier mündet der Cauca in den Río Magdalena. Die Stadt ist auch bekannt für ihre Goldschmiedearbeit.

## Geographie
Mompós liegt im Süden Bolívars auf der Isla Margarita in der Subregion Depresión Momposina. Mompós liegt 291 km von Cartagena und 320 km von Barranquilla entfernt. Der Ort liegt auf einer Höhe von 33 Metern und hat eine Jahresdurchschnittstemperatur von 31 °C.
Die Gemeinde grenzt im Westen an Magangué, im Süden an Pinillos und San Fernando, im Osten an die Gemeinden Santa Ana, San Zenón und San Sebastián de Buenavista im Departamento del Magdalena und im Norden an Talaiga Nuevo und Cicuco.

## Bevölkerung
Die Gemeinde Mompós hat 45.417 Einwohner, von denen 27.089 im städtischen Teil (cabecera municipal) der Gemeinde leben (Stand 2019).

## Kulturdenkmal

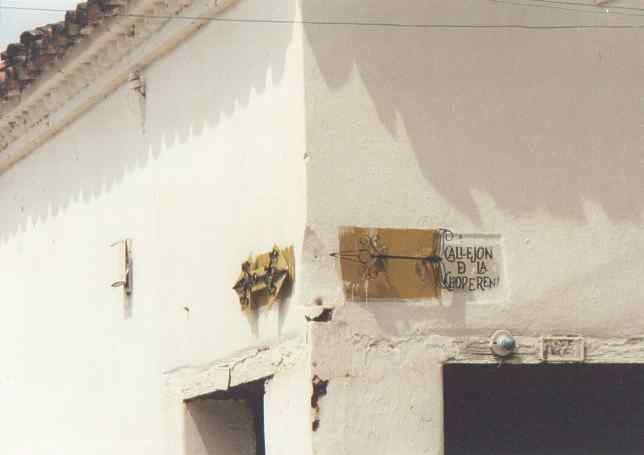
Verkehrszeichen Einbahn-Pfeil handgeschmiedet

Das historische Zentrum der Stadt wurde 1995 zum UNESCO-Weltkulturerbe ernannt.
In der Altstadt gibt es u. a. die Iglesia San Agustin (erbaut 1606), die Iglesia Santa Bárbara (gebaut 1613), die Iglesia San Francisco (erbaut 1564), die Kathedrale La Concepción und die Iglesia Santo Domingo.

## Besonderheiten
Die Insel ist Heimat der in Kolumbien berühmten Musikerin und Sängerin Totó la Momposina und ihrer Musiker (viele Familienangehörige). Ihre Musik ist eine Verschmelzung von afrikanischen und spanischen Einflüssen sowie den Harmonien der Ureinwohner der Region. Diese indianischen Elemente werden besonders deutlich in den polyphonen Melodien, die die Gaitas (Flöten) spielen. Die Texte nehmen häufig Bezug auf das Leben am Río Magdalena, der in der Geschichte Kolumbiens eine wichtige Rolle als Transportweg gespielt hat. Afrikanische Sklaven wurden hier transportiert, und auch die Cumbia hat auf diesem Strom ihre Verbreitung gefunden. Anhand der verwendeten Instrumente wird die Vielzahl der ethnischen Einflüsse deutlich: bombo, tambor macho (llamador), tambor hembra (repicador) oder tambor mayor, guache, marimbula, millo flute. Im Gesang findet man häufig das Call-and-Response-Schema. Es gibt also einen Chor, der im Dialog steht mit einer Einzelperson. Durch Kombination der Melodien der Gaitas und den Rhythmen der verschiedenen Trommeln wird die Musik oft als hypnotisch aufgenommen.

## Geschichte
Die Stadt Mompós wurde am 3. Mai 1537 von Alfonso de Heredia im Namen des Gouverneurs von Cartagena Juan de Santa Cruz, auf dem Gebiet der Malibúes gegründet. Der Indianerhäuptling der Malibúes Mompoj half den Konquistadoren bei der Siedlungsgründung. Aus Dank benannten die Spanier die Stadt nach dem Häuptling und dem Gouverneur von Cartagena als Santa Cruz de Mompox. Santa Cruz bedeutet wörtlich „Heiliges Kreuz“, was sich noch immer in der Stadtflagge widerspiegelt.
Mompós war eine wichtige Stadt im Vizekönigreich Neugranada. Als der deutsche Forscher Alexander von Humboldt 1801 seine Südamerika-Reise unternahm, rastete er vom 25. April bis zum 5. Mai in Mompós.
Am 6. August 1810 erklärte Mompós sich als eine der ersten Städte von Neugranada als vollständig unabhängig von Spanien.

## Wirtschaft
Die wichtigsten Wirtschaftszweige von Mompós sind Landwirtschaft, Rinderproduktion, Fischerei, Goldschmiedearbeit und Kunsthandwerk.

## Söhne und Töchter der Stadt
- Candelario Obeso (1849–1884), Schriftsteller